# Clytocera taiwanensis
Clytocera taiwanensis är en skalbaggsart som beskrevs av Hayashi 1974. Clytocera taiwanensis ingår i släktet Clytocera och familjen långhorningar.
Artens utbredningsområde är Taiwan. Inga underarter finns listade i Catalogue of Life.